# Henschleben
Henschleben är en ortsteil i kommunen Straußfurt  i Landkreis Sömmerda i förbundslandet Thüringen i Tyskland. Henschleben var en kommun fram till den 1 januari 2019 när den uppgick i Straußfurt . Henschleben hade 333 invånare 2018.